# 제시카 로스
제시카 로스(영어: Jessica Rothe, 1987년 5월 28일 ~ )는 미국의 배우이다. 영화 《해피 데스데이》와 《해피 데스데이 2 유》의 주인공 트리 겔브먼 역으로 잘 알려져 있다.

## 출연 작품
- 올 마이 라이프  (2020)
- 바디 브로커 (2020)
- 해피 데스데이 2 유 (2019)
- 밸리 걸 (2018)
- 쥬브나일스 (2017)
- 포에버 마이 걸 (2017)
- 스탠바이, 웬디 (2017)
- 해피 데스데이 (2017)
- 더 트라이브 (2016)
- 썸머타임(영어판) (2016)
- 트러스트 펀드 (2016)
- 울브스(영어판) (2016)
- Better Off Single (2016)
- 라라랜드 (2016)
- 패러럴즈 (2015)
- 더 프레피 커넥션 (2015)
- 릴리 앤 캣 (2015)
- 바스터즈 오브 영 (2013)
- 더 라스트 키퍼스 (2013)
- 더 핫 플래쉬스 (2013)

- (영어) 제시카 로스 - 인터넷 영화 데이터베이스
- (영어) 제시카 로스 - 인스타그램
- (영어) 제시카 로스 - X